# Ватопедски манастир
 Тази статия е за манастира в Света гора.  За селото на Халкидическия полусотров, вижте Ватопеди (дем Полигирос).  
Ватопедският манастир е вторият в йерархията на монашеската република Света гора, Гърция.

## История
Ватопедският манастир е построен през втората половина на X век от трима монаси – Атанасий, Николай и Антоний от Адрианопол (сега Одрин), ученици на Атанасий Атонски . Според друго предание, манастирът е построен от византийския император Аркадий в прослава на извършеното от Света Богородица чудодейно спасение на неговия син от корабокрушение. Детето било намерено в къпинов храст близо до морския бряг и оттам дошло името на манастира (на гръцки Ватопеди) – Βατό (къпинов храст) и παιδί (дете). Оттогава насам са построени множество сгради, най-старите от които през византийския период. Най-голям разцвет манастирът достига през XVIII и XIX век: обитават го около 50 монаси, извършват се интензивни строителни работи по възстановяване на по-големите сгради. Затворен е за публични посещения, но е отворен за учените от целия свят с разрешение на манастирското ръководство и Ефорията на византийските антики.
Във Ватопед се пази Ватопедската грамота – хрисовул на цар Иван II Асен и кръст на българския цар Георги I Тертер, дарен на манастира през XIII век. Ватопедската библиотека съдържа 2000 ръкописа и над 35 000 печатни книги. 

## Скитове на манастира
На Ватопедския манастир са подчинени два скита: „Свети Андрей“ и „Свети Димитър“.

## Основни манастирски сгради
- Главната църква (католикон), посветена на Благовещението на Богородица
- Трапезария
- Византийска часовникова кула
- Кула от X век, която сега е приютила манастирската библиотека

## Реликви
Ватопедският манастир притежава истинския пояс на Дева Мария, който тя носела на земята и който тя подарила на Апостол Тома след нейната смърт и възнесението ѝ в рая. Манастирът пази и Ясписа, чаша за причастие, направена от монолитно парче скъпоценен камък яспис и множество ценни икони.
Съществуват няколко чудотворни икони в манастира . Известни са 4 икони на Света Богородица, които се почитават като чудотворни: Elaiovrytissa, Ktetorissa (Vimatarissa), Esphagmeni и Paramythia.